# Stephan Sarkotić von Lovćen
Stephan svobodný pán Sarkotić von Lovćen nebo Stjepan barun Sarkotić Lovćenski (4. října 1858 v Sinacu u Otočacu – 16. října 1939 ve Vídni) byl generálplukovník Rakousko-uherské armády a během první světové války vojenský guvernér Bosny a Hercegoviny.

## Život

### Vzdělání a vojenská kariéra
Sarkotić pocházel z chorvatské důstojnické rodiny. Jeho otec Mathias Sarkotić sloužil u 2. hraničářského pluku v Otočacu. Navštěvoval střední školu v Senji a v roce 1879 absolvoval Tereziánskou vojenskou akademii a v letech 1882-84 navštěvoval Vídeňskou válečnou školu. Jeho vojenská služba začala u 16. pěšího pluku v Trebinje. V roce 1886 byl převelen do Mostaru k 1. horské brigádě. V roce 1889 byl povýšen na kapitána. Poté odcestoval do sousedních států Srbska, Bulharska a tehdejší Osmanské Makedonie jako vojenský vyslanec Rakousko-uherské monarchie. V hodnosti majora sloužil u 7. pěšího pluku v Osijeku. V letech 1900 až 1903 byl vedoucím velitelství válečného přístavu Pula. Během této doby byl povýšen na plukovníka. 6. června 1910 byl Sarkotić povýšen na uherskou dědičnou šlechtu. V dubnu 1912 převzal Sarkotić také velení 6. uherského okresu zeměbrany (Honvéd).

### První světová válka
Se začátkem první světové války byl Sarkotić jedním z hlavních velitelů Císařského a královského vojska. Velel 42. honvédské pěší divizi v oblasti Zvornik v tažení proti Srbsku během bitvy na Drině v září 1914 (jako součást 5. armády). Po neúspěchu ofenzivy proti Srbsku byl 1. ledna 1915 Sarkotić jmenován nejvyšším velícím generálem a guvernérem Bosny a Hercegoviny, vystřídal tak neúspěšného Oskara Potiorka.
Sarkotić byl zarytým odpůrcem vytvoření jednotného jihoslovanského státu mimo habsburskou monarchii. Místo toho prosazoval sjednocení rakouské korunní země Dalmácie s Chorvatskem-Slavonií, která patřila do uherské poloviny říše.
Jako hlava Bosny a Hercegoviny nechal provést rozsáhlá represivní opatření proti údajným nebo skutečným srbským separatistům v Bosně a Hercegovině. Kolem 5 000 srbských rodin bylo vyhnáno, 3 000 až 5 000 bosenských Srbů bylo uvězněno, z nichž mnozí zemřeli. Podmínky v internačních táborech byly považovány za nelidské. Zvedání rukojmích bylo na denním pořádku za účelem ochrany vojensky důležitých objektů a transportů. Sarkotić zakázal používání cyrilice mimo pravoslavné církve, byly likvidovány srbské spolky a zavedena přísná cenzura tisku a dopisů. Politický život se zastavil a bosenský zemský parlament byl nakonec rozpuštěn. Byly řízeny soudy proti zradě.
V lednu 1916, Sarkotić vedl kampaň proti království Černé Hory z námořní základny v Kotoru. Jeho jednotky zaútočily na Černohorce u pohoří Lovćen. Během dvou dnů byl dobyt Lovćen a o tři dny později hlavní město Černé Hory Cetinje. Za tento vojenský úspěch byl Sarkotić vyznamenán Císařským rakouským řádem Leopoldovým. Usnesením panovníka ze dne 2. ledna 1917 byl Sarkotić povýšen do hodnosti uherského barona; dne 9. června 1917 obdržel i příponu Lovćen. Odpovídající baronský diplom byl vydán ve Vídni 23. července 1918. V listopadu 1917 byl povýšen na generálplukovníka.
Na konferenci v Sarajevu s vojenským guvernérem Srbska baronem Rhemenem a vojenským guvernérem Černé Hory Heinrichem Clam-Martinicem ve dnech 13. a 14. května 1918 Sarkotić prosazoval, aby se Srbsko, Černá Hora, Dalmácie, Bosna a Hercegovina stalo jednotným národním územím v rámci monarchie. Chorvatsko a Slavonie nebyly brány v úvahu.
Na Radě ministrů 30. května 1918 Sarkotić zastával názor, že většina srbské a muslimské populace Bosny a Hercegoviny podpoří připojení k Maďarsku. Jihoslovanskou otázku však vyřeší až anexe Srbska a Černé Hory. Nezávislé Srbsko, podporované dohodou, by bylo „ústředním bodem neustálých intrik“ proti monarchii. Podle toho měli být všichni jižní Slované rozděleni mezi Rakousko a Uhry, Chorvati do Rakouska, Srbové do Uher.

### Po válce
Sarkotić zůstal palatinem Bosny a Hercegoviny až do rozpuštění Rakouska-Uherska. 1. listopadu 1918 na tuto funkci rezignoval a 6. listopadu opustil Sarajevo. Po krátkém věznění v Agramu se později dostal do Vídně.
Po přestěhování do Vídně se připojil k exilovým chorvatským skupinám, které organizovali odpor proti Království Jugoslávie. Často psal články do rakouské Reichspost namířené proti jugoslávským králům Petru Karađorđevićovi a Alexandru I. Karađorđevićovi.
Sarkotićův exil trval až do konce jeho života. Zemřel ve Vídni v roce 1939, krátce po začátku druhé světové války, byl pohřben na vídeňském ústředním hřbitově v „Neue Arkaden“ vedle hřbitovního kostela sv. Karla Borromäuse.

## Spisy
- Das Russische Kriegstheater. Strategische und geographische Studie. Wien 1894.
- Jugoslawien. Verlag Fromme, Wien 1919.
- Der Banjaluka-Prozeß. Deutsche Uebersetzung nach dem kroatischen Originaltexte nachgeprüft vom Orientalischen Seminar in Berlin. 2 Bände, Verlag Arbeitsausschuss deutscher Verbände, Berlin 1933.